# Повляна
Повляна (хорв. Povljana) — населений пункт і громада в Задарській жупанії Хорватії.

## Населення
Населення громади за даними перепису 2011 року становило 759 осіб, 1 з яких назвала рідною українську мову.
Динаміка чисельності населення громади:

## Клімат
Середня річна температура становить 14,73 °C, середня максимальна – 27,46 °C, а середня мінімальна – 2,59 °C. Середня річна кількість опадів – 932 мм.
| Клімат поселення                              | Клімат поселення | Клімат поселення | Клімат поселення | Клімат поселення | Клімат поселення | Клімат поселення | Клімат поселення | Клімат поселення | Клімат поселення | Клімат поселення | Клімат поселення | Клімат поселення | Клімат поселення |
| Показник                                      | Січ.             | Лют.             | Бер.             | Квіт.            | Трав.            | Черв.            | Лип.             | Серп.            | Вер.             | Жовт.            | Лист.            | Груд.            |                  |
| Середній максимум, °C                         | 10,38            | 10,66            | 13,34            | 16,76            | 21,28            | 25,17            | 27,46            | 27,39            | 23,30            | 19,08            | 14,04            | 11,14            |                  |
| Середня температура, °C                       | 6,49             | 6,76             | 9,45             | 12,86            | 17,38            | 21,26            | 24,16            | 24,08            | 19,98            | 15,77            | 10,72            | 7,81             |                  |
| Середній мінімум, °C                          | 2,59             | 2,86             | 5,58             | 8,96             | 13,50            | 17,38            | 20,81            | 20,76            | 16,68            | 12,45            | 7,40             | 4,49             |                  |
| Норма опадів, мм                              | 76               | 66               | 70               | 71               | 68               | 60               | 35               | 55               | 106              | 116              | 112              | 97               |                  |
| Середньомісячна швидкість вітру, м/с          | 2.89             | 3.00             | 3.18             | 3.00             | 2.61             | 2.48             | 2.49             | 2.40             | 2.58             | 2.70             | 3.28             | 3.14             |                  |
| Середньомісячна сонячна радіація, кДж/м²·день | 4778             | 7513             | 11052            | 16033            | 20433            | 22382            | 24069            | 20806            | 15227            | 9654             | 5243             | 4040             |                  |
| --------------------------------------------- | ---------------- | ---------------- | ---------------- | ---------------- | ---------------- | ---------------- | ---------------- | ---------------- | ---------------- | ---------------- | ---------------- | ---------------- | ---------------- |
| Джерело:                                      |                  |                  |                  |                  |                  |                  |                  |                  |                  |                  |                  |                  |                  |